# Turnagra de l'illa del Nord
La turnagra de l'Illa del Nord (Turnagra tanagra) és un ocell extint de la família dels oriòlids (Oriolidae).

## Hàbitat i distribució
Habitava l'illa del Nord de Nova Zelanda a un hàbitat poc conegut.